# National Socialist Movement
Il National Socialist Movement ("Movimento Nazionale Socialista" o "Movimento Nazionalsocialista"), anche noto con l'acronimo NSM, è un partito politico neonazista statunitense fondato nel 1974 da Robert Brannen e Cliff Herrington. Ha sede a Detroit, in Michigan. Dal 2017 è parte del Nationalist Front. 

## Storia
Nel 1959 venne fondato da George Lincoln Rockwell il Partito Nazista Americano, primo partito statunitense a rivendicare l'eredità del nazionalsocialismo dopo la Seconda guerra mondiale, ma dopo la morte di Rockwell, avvenuta nel 1967, il partito entrò in crisi e vi furono numerose scissioni. Nel 1974 venne fondato da Robert Brannen e Gliff Herrington, ex membri del Partito Nazista Americano, l'attuale National Socialist Movement. Inizialmente il movimento politico era comunemente noto come "National Socialist American Workers Freedom Movement" e contava solo poche decine di aderenti. 
Con il passare del tempo, e soprattutto in seguito all'avvento alla leadership di Jeff Schoep, il movimento è cresciuto ed ha attirato a sé numerosi nuovi militanti, per lo più nazionalisti bianchi e fuoriusciti dal Partito Nazista Americano. Il Movimento Nazionale Socialista è attivo grazie ad una incessante azione di propaganda, la quale include cortei, presìdi nelle piazze e nelle strade, volantinaggi e raduni. 
Nel 2019 James Stern ha preso il controllo del partito raggirando Schoep, il quale, spaventato da una causa legale, chiese aiuto a Stern per uscirne; quest'ultimo gli consigliò di cedergli il partito così da evitare le conseguenze. Stern, diventato legalmente leader del partito, ha chiesto ad un giudice di riconoscere i reati compiuti dall'NSM ed ha intenzione di trasformare il sito in un memoriale della storia dell'olocausto. Schoep è stato comunque coinvolto nella causa, poiché già presente nell'elenco degli imputati. 

## Programma
- Salvaguardia del popolo bianco degli Stati Uniti d'America sulla base delle teorie politiche del regime di Adolf Hitler;
- Blocco totale dell'immigrazione e una lotta serrata alla "dirty economy", ovvero l'economia basata sullo spaccio di sostanze stupefacenti o prodotti introdotti in maniera illegale negli Stati Uniti;
- Difesa dei diritti del popolo bianco americano, attraverso la garanzia da parte dello Stato di posti di lavoro sicuri e di abitazioni per tutti i cittadini americani;
- Fine di "inutili conflitti" all'estero combattuti dai soldati americani, da impiegare invece alle frontiere del Messico e del Canada con lo scopo di arginare il fenomeno dell'immigrazione;
- Nascita di uno Stato con saldi "princìpi bianchi" e l'introduzione nel tessuto sociale di ideali patriottici (Dio, Patria e Famiglia);
- Lotta alla massoneria e ai poteri occulti, nonché alle religioni considerate pericolose in quanto non facenti parte della storia americana "originaria", quali l'Islam o l'Ebraismo;
- Lotta al comunismo e ai suoi derivati pseudodemocratici, dannosi per lo stato sociale americano in quanto favorevoli all'immigrazione, al multiculturalismo e al liberalismo;
- Nazionalizzazione delle banche e controllo diretto dello Stato di tutte le risorse naturali presenti sul territorio statunitense, al fine di creare una forte economia nazionale centralizzata;
- Snellimento dell'apparato burocratico ed immediata interruzione di sussidi ai nuclei familiari extracomunitari, finanziamenti pubblici destinati a sole imprese commerciali e a famiglie bianche statunitensi;
- Abrogazione di trattati di collaborazione politica e/o economica con altri Paesi le cui relazioni internazionali sono ritenute futili o comunque poco proficue.